# Fırat Binici
Fırat Binici (* 5. August 1985) ist ein türkischer Ringer. Er wurde 2009 Vize-Europameister im freien Stil im Weltergewicht.

## Werdegang
Binici hatte im Alter von 24 Jahren seinen ersten Start bei einer internationalen Meisterschaft, der Europameisterschaft im freien Stil in Vilnius, wo er die Silbermedaille im Weltergewicht (Gewichtsklasse bis 74 kg Körpergewicht) gewann. Er musste sich dabei nach vier Siegen nur Tschamsulwara Tschamsulwarajew aus Aserbaidschan geschlagen geben.
Er gehört dem Sportclub Belediyespor Erzurum an, ringt seit 1995, ist Student und wird von Topaloglu Ilhami und Ismail Yildirim trainiert. Vor seinem Erfolg in Vilnius ist er bei internationalen Ringerveranstaltungen nur im Jahre 2007 beim „Yasar-Dogu“-Memorial in Ankara angetreten. Dort erreichte er den 7. Platz im Weltergewicht.
Firat Binici ringt nur im freien Stil.

## Internationale Erfolge
| Jahr | Platz | Wettbewerb                       | Gewichtsklasse | |
| 2007 | 7.    | „Yasar-Dogu“-Memorial in Ankara  | Welter         | Sieger: Emzarios Bentinidis, Griechenland vor Ayhan Sucu und Ahmet Gülhan, beide Türkei |
| 2009 | 2.    | EM in Vilnius                    | Welter         | mit Siegen über Raido Jalas, Estland, Ljulzim Vrenezi, Makedonien, Murad Gaidarow, Belarus, und Gela Saghiraschwili, Georgien, und einer Niederlage gegen Tschamsulwara Tschamsulwarajew, Aserbaidschan |
| 2009 | 7.    | Ziolkowski-Turnier in Warschau   | Mittel         | Sieger: Lashgari Ehsan, Iran, vor Albert Saritow und Ansor Urischew, beide Russland |
| 2009 | 2.    | Henri-Deglane-Challenge in Nizza | Mittel         | hinter Ahmed Said Itajev, Frankreich, vor James Yonushonis, und Raymond Jordan, beide USA |